# Wieża mieszkalno-obronna w Plemiętach

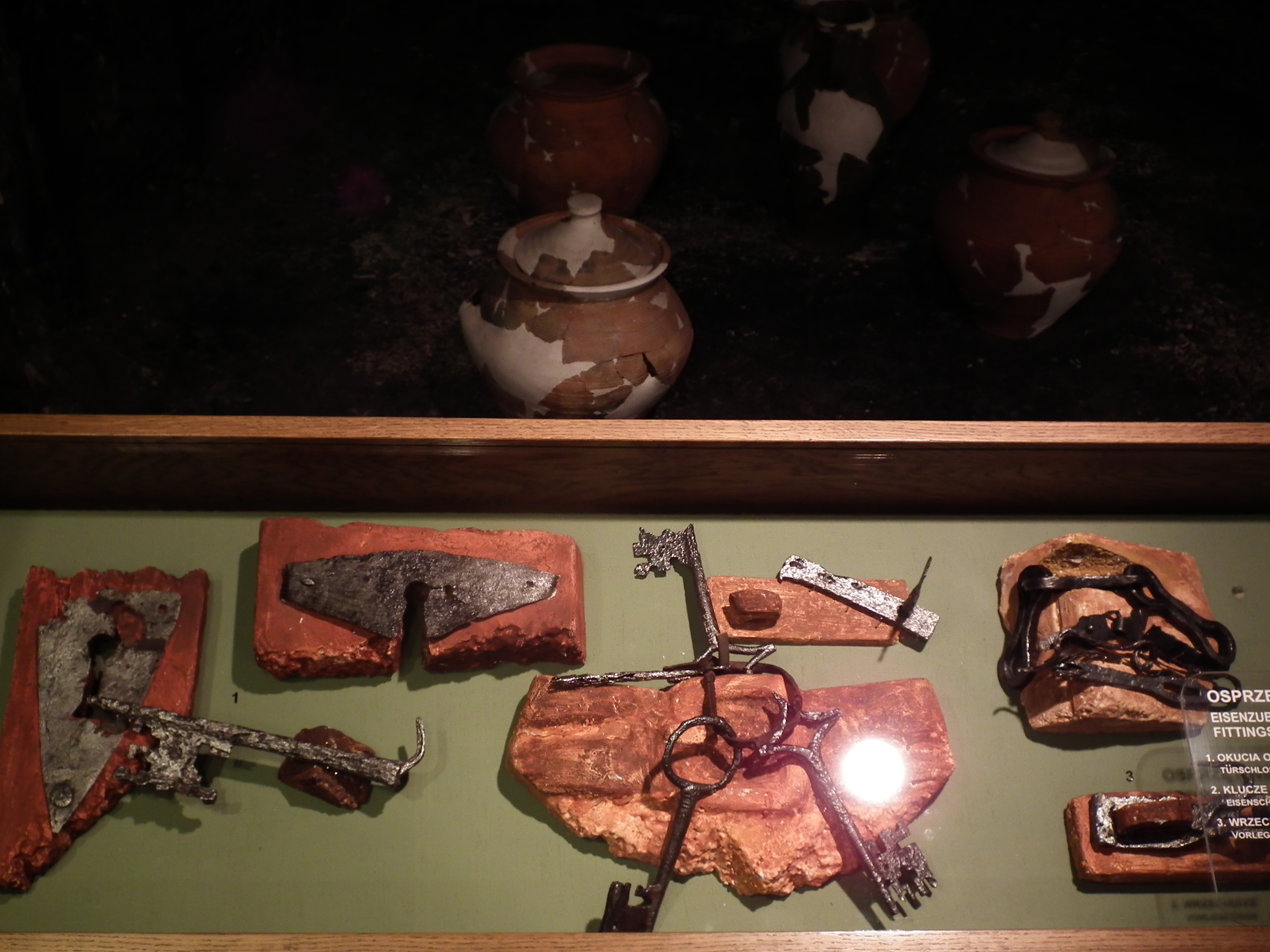
Wykopaliska z terenu wieży

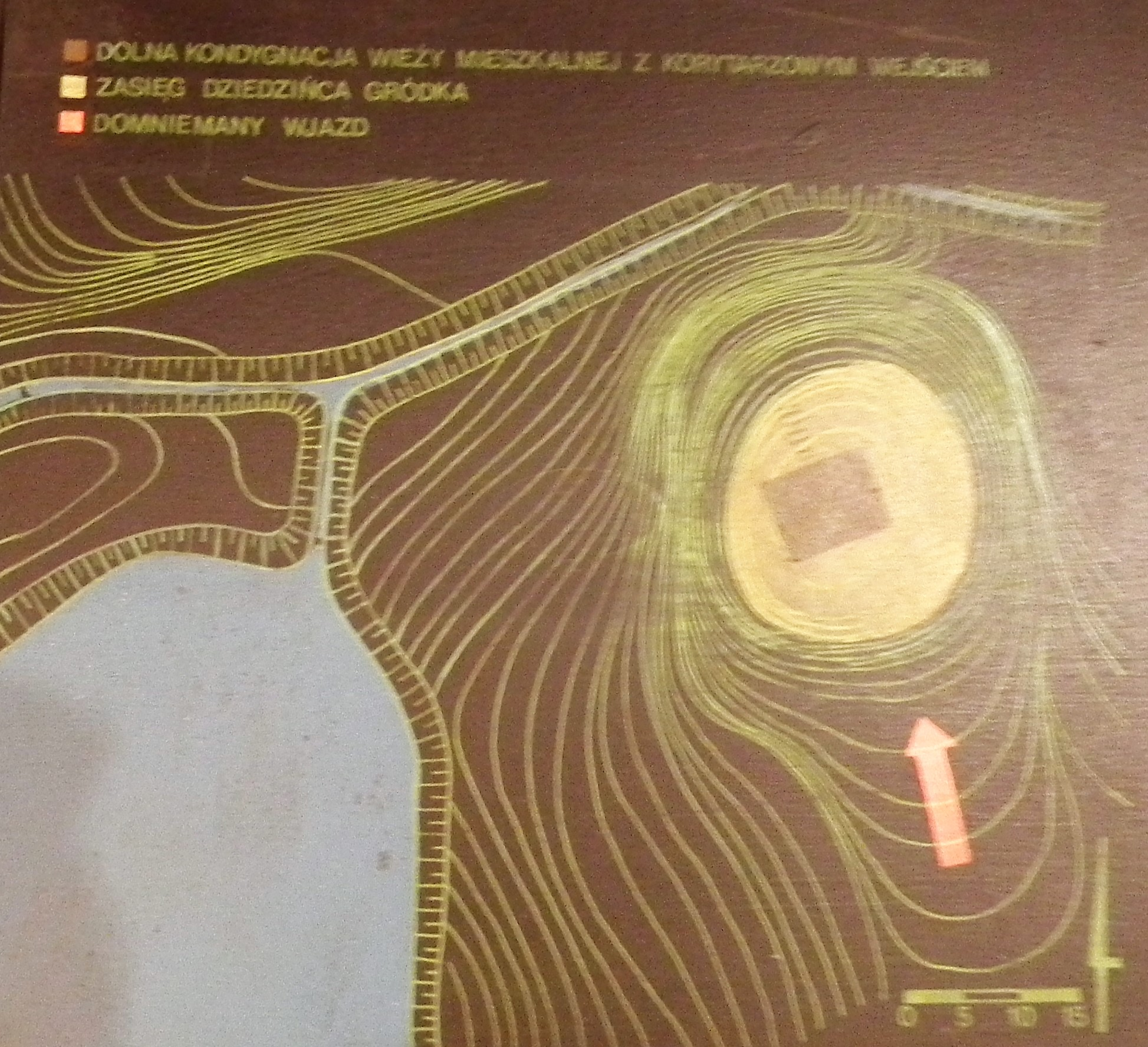
Plan okolicy

Wieża mieszkalno-obronna w Plemiętach – zabytek archeologiczny, relikty wieży rycerskiej zlokalizowanej w Plemiętach (powiat grudziądzki).
Kilkukondygnacyjna (prawdopodobnie trójkondygnacyjna) wieża stanowiła element krzyżackiego systemu obronnego z przełomu XIV i XV wieku (choć posadowienie budowli w mogło mieć miejsce już około połowy XIII wieku). Zbudowano ją w konstrukcji słupowo-szkieletowej i usytuowano na stożkowatym nasypie ziemnym otoczonym fosą z palisadą. W rzucie poziomym wieża miała wymiary 7,5 x 9,4 metra. Wewnątrz znajdował się dziedziniec o średnicy około 24 metrów. Przyziemie zachowało się do dziś w dobrym stanie. Obiekt zniszczono i spalono w 1414 podczas wojen polsko-krzyżackich. Prace wykopaliskowe z lat 1974-1977, przeprowadzone przez pracowników Muzeum w Grudziądzu, odsłoniły liczne zabytki archeologiczne: haki, klucze, zawiasy, rygle, gwoździe, sierpy, okucia łopat, kopaczki, nożyce do strzyżenia owiec, oskardy, topory, skoblice, dłuta, świdry, nutownik (narzędzie do produkcji gontów), fragmenty rzędu końskiego, a także broń sieczną, drzewcową, obuchową i wyposażenie rycerskie (hełmy-kapaliny, kirys folgowy i kolczugi).
Założenie obronne miało całkowitą powierzchnię około 1250 m² i zaliczało się tym samym do mniejszych obiektów tego rejonu.